# Чистов, Валентин Петрович
Валентин Петрович Чистов (11 мая 1937, Москва) — советский хоккеист, нападающий, мастер спорта СССР.

## Биография
Валентин Чистов начал играть в хоккей в 1950 году за детскую команду стадиона «Машиностроитель», после этого играл за юношескую команду «Динамо» (Москва).
В 1955—1966 годах Валентин Чистов выступал за команду «Динамо» (Москва), забросив 149 шайб в 305 матчах чемпионата СССР. За это время в составе своей команды он пять раз становился серебряным призёром и четыре раза — бронзовым призёром чемпионата СССР, в 1959 году был включён в список лучших хоккеистов сезона. Его партнёрами по тройке нападения в разные годы были Станислав Петухов, Вячеслав Орчаков, Владимир Новожилов, Александр Солдатенков, Анатолий Мотовилов и Валентин Григорьев.
В 1966—1968 годах Валентин Чистов выступал за команду «Динамо» (Киев), забросив 10 шайб в 72 матчах чемпионата СССР.
По совокупности выступлений за клубы Москвы и Киева Валентин Чистов входил в сотню самых результативных игроков чемпионата страны — «Клуб 100 бомбардиров».
После окончания игровой карьеры Чистов работал на московском заводе «Сапфир». 

## Достижения
- Серебряный призёр чемпионата СССР — 1959, 1960, 1962, 1963, 1964[1][3].
- Бронзовый призёр чемпионата СССР — 1956, 1957, 1958, 1966[1][3].
- Финалист Кубка СССР — 1956, 1966[3].
- Чемпион зимней Спартакиады народов РСФСР — 1958[3].
- Обладатель Кубка стеклодувов — 1961[1].